# 아무 말도 하지 않았다
아무 말도 하지 않았다는 1970년 공개된 대한민국의 영화이다.

## 배역
- 신성일
- 문희
- 한은진